# .bo
.bo là tên miền Internet quốc gia (ccTLD) dành cho Bolivia, do BolNet quản lý.